# Xylographus suillus
Xylographus suillus is een keversoort uit de familie houtzwamkevers (Ciidae). De wetenschappelijke naam van de soort werd in 1886 gepubliceerd door Henry Stephen Gorham.